# 農業產生的溫室氣體排放

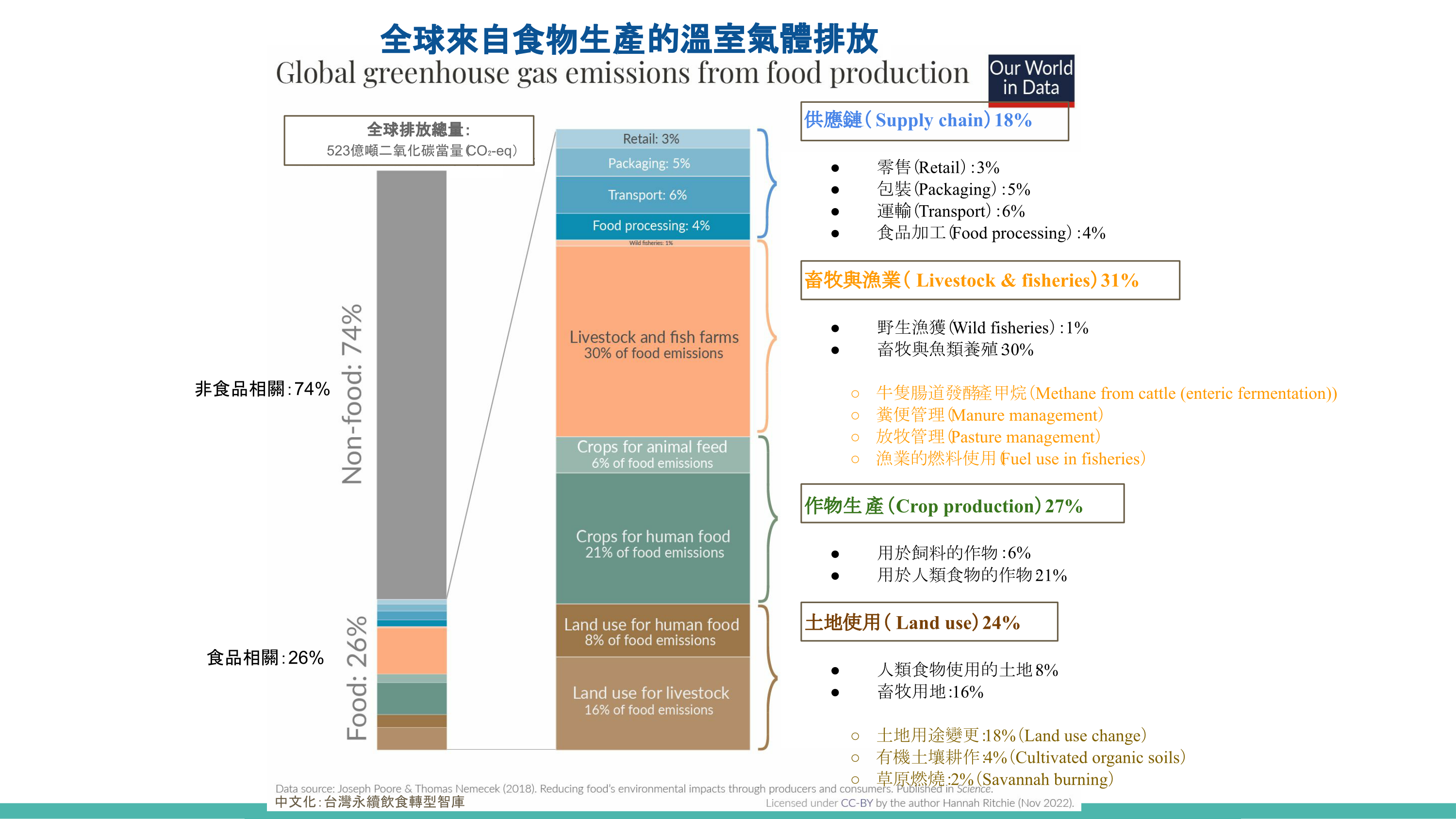
全球稍超過4分之1的溫室氣體排放來自農業與食物生產活動，這一部分再細分如圖中右邊區塊所示。

農業產生的溫室氣體排放（英語：Greenhouse gas emissions from agriculture）數量龐大：由農業、林業和土地利用三個部門的排放，佔全球排放量的13%至21%。最終導致氣候變化。農業的排放有兩種：直接溫室氣體排放以及將森林等非農業用地轉變為農業使用，而間接導致的排放。農業溫室氣體排放中一氧化二氮和甲烷的排放量佔總量的一半以上。 畜牧業所產生的溫室氣體排放佔整體農業排放的大部分，並耗用約30%的農業淡水用量。
農業中的食物系統也是造成大量溫室氣體排放的來源，除在大量土地利用及化石燃料使用時產生溫室氣體之外，也經由種植水稻和飼養牲畜等做法直接導致溫室氣體排放。在過去250年來觀測到的全球溫室氣體增加，三個主要原因是燃燒化石燃料、土地利用及農業活動。飼養動物的消化系統有兩類：單胃動物和反芻動物。用於生產牛肉和乳製品的牛是反芻動物，其溫室氣體排放量名列前茅，單胃動物，如豬隻和家禽類的排放並不高。單胃動物具有更高的飼料轉換效率，也不會產生很多甲烷。二氧化碳是在農作物生長後期透過植物和土壤呼吸作用，被重新排放到大氣中，導致更多的溫室氣體排放。估計氮肥製造和使用過程中所產生的溫室氣體數量約佔人為溫室氣體排放量的5%。減少化學肥料排放最重要的手段是減少其使用，同時也須將使用效率提高。
有許多策略可用來減輕農業排放的影響，並進一步減少排放 - 此種做法統稱為氣候智慧型農業，其中的策略包括有提高畜牧業效率（包括管理和技術）、更有效的牲畜糞肥管理、降低對化石燃料和不可再生資源的依賴、動物進食和飲水時點與期間的調整，以及減少人類動物性食物的生產與消費。這類策略可減少農業部門的溫室氣體排放，以實現更為永續的糧食系統。:816–817

## 溫室氣體類別
農業活動排放的溫室氣體包括二氧化碳、甲烷和一氧化二氮。

### 二氧化碳
犁田和種植農作物，以及運輸活動等均會導致二氧化碳排放。與農業相關的二氧化碳排放量約佔全球溫室氣體排放量的11%。減少犁田、減少閒置土地、將農作物生物質殘留物歸還土壤以及增加覆土作物等農業做法可減少二氧化碳排放。

### 甲烷

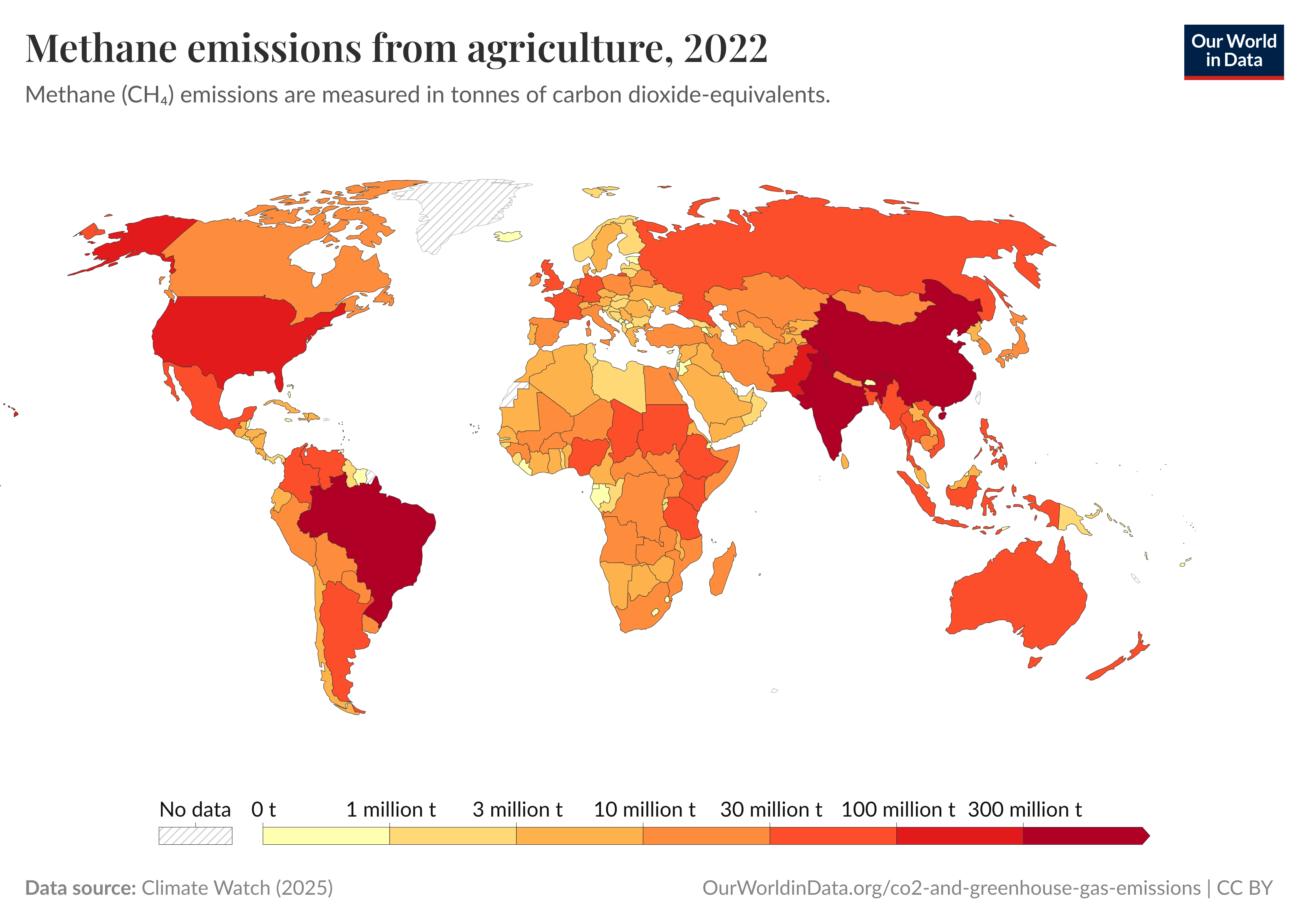
人類活動於2019年所排放的甲烷，以二氧化碳當量表示。

牲畜產生的甲烷排放量是全球農業溫室氣體的第一大排放源。畜牧業排放的溫室氣體佔人為溫室氣體排放總量的14.5%。單獨一頭牛每年就會排放220磅甲烷。雖然甲烷於大氣中的停留時間比二氧化碳短得多，但它捕獲熱量的能力卻高出28倍。牲畜不僅會造成有害的排放，還會使用大量土地，可能會因過度放牧，而導致土壤品質不健康和物種多樣性減少。減少甲烷排放的方法中包括改用植物為主的飲食（少吃肉）、以更有營養的飼料餵養牲畜、進行牲畜糞肥管理，以及堆肥。
採傳統方式種植水稻是僅次於牲畜的第二大農業甲烷來源，其產生短期的暖化影響相當於所有航空業的二氧化碳排放量（參見航空業對環境的影響）。由於全球對玉米、小麥和牛奶等農產品的大量需求，導致各國政府於農業政策的參與度並不高，因此尚無有效的降低農業排放措施出現。美國國際開發署 (USAID) 實施名為"養活未來"的全球飢餓和糧食安全倡議，預定同時解決糧食損失和浪費問題，透過解決糧食損失和浪費問題，還可解決溫室氣體排放問題。只關注12個國家20個價值鏈的乳製品系統，就可減少4-10%的糧食損失和浪費。這是種有效的做法，即可減少溫室氣體排放，還能養活人口。

### 一氧化二氮

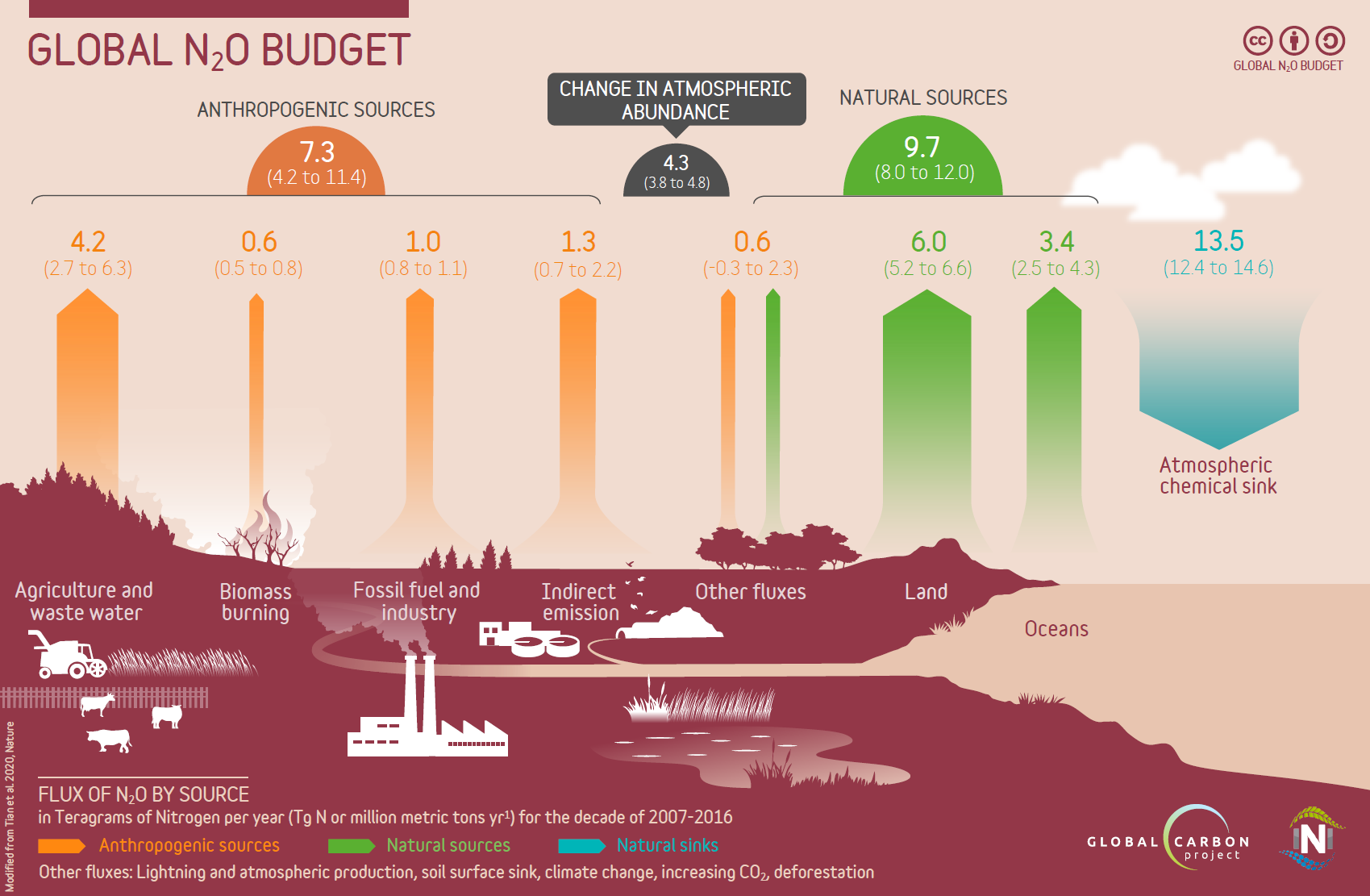
全球一氧化二氮的來源與儲藏所在（圖中綠色表示為自然所產生，其餘顏色表示由人為所產生）。

一氧化二氮的排放是由於施用合成肥料和有機肥料數量增加後的結果，施肥可提高農作物的產量，並使農作物的生長速度加快。農業所排放的一氧化二氮佔美國溫室氣體排放量的6%，自1980年以來，其於大氣中的濃度已增加30%。雖然6%的佔比似乎數字不大，但一氧化二氮的捕熱效率是二氧化碳的300倍，且於大氣中停留的時間約為120年。不同的管理法，例如透過滴灌以節約用水、監測土壤養分以避免過度施肥，以及使用覆土作物以代替施肥，將有助於減少一氧化二氮的排放。

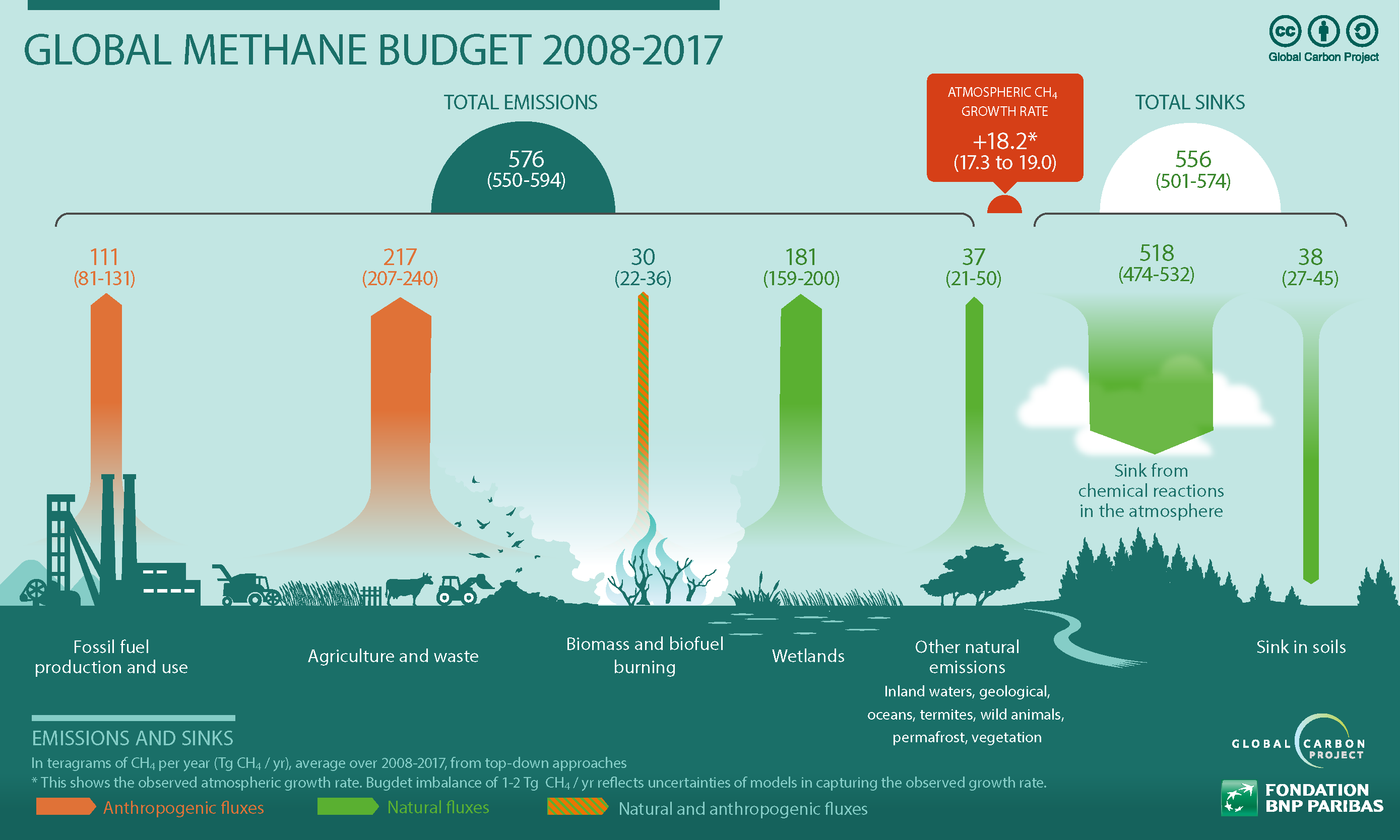
全球於2008年-2017年期間的甲烷來源與儲存（圖中綠色表示為自然所產生，其餘顏色表示由人為所產生）。

## 不同活動產生的排放

### 土地利用變化

全球各地區人均溫室氣體排放量分佈圖。其中拉丁美洲、東南亞、非洲及太平洋島嶼地區由於土地利用改變而造成大量排放。

農業活動在土地利用方面，主要透過四種方式造成溫室氣體排放增加：
- 砍伐森林轉作農業用途與二氧化碳排放有關聯
- 水稻種植會產生甲烷排放
- 飼養牲畜的腸道發酵（英语：enteric fermentation）會釋放甲烷
- 施肥過程中釋出一氧化二氮

上述農業過程總共佔甲烷排放量的54%、一氧化二氮排放量的約80%，以及幾乎所有與土地利用相關的二氧化碳排放量。
隨著人類自1750年起為開發而砍伐溫帶地區的森林，導致地球土地覆蓋發生重大變化。當森林和林地受砍伐以轉作耕地和牧地用途時，受到影響地區的反照率會因此增加，根據當地條件，而會導致變暖或變冷效應。森林砍伐也會影響區域RuBisCO再吸收，導致二氧化碳（主要溫室氣體）濃度增加。因為刀耕火種等土地清理方法需燃燒生物質，會直接將溫室氣體和煤煙等懸浮微粒釋放進入大氣，更把這些影響加劇。土地清理行動會破壞土壤碳海綿，而影響當地的水循環。

### 牲畜

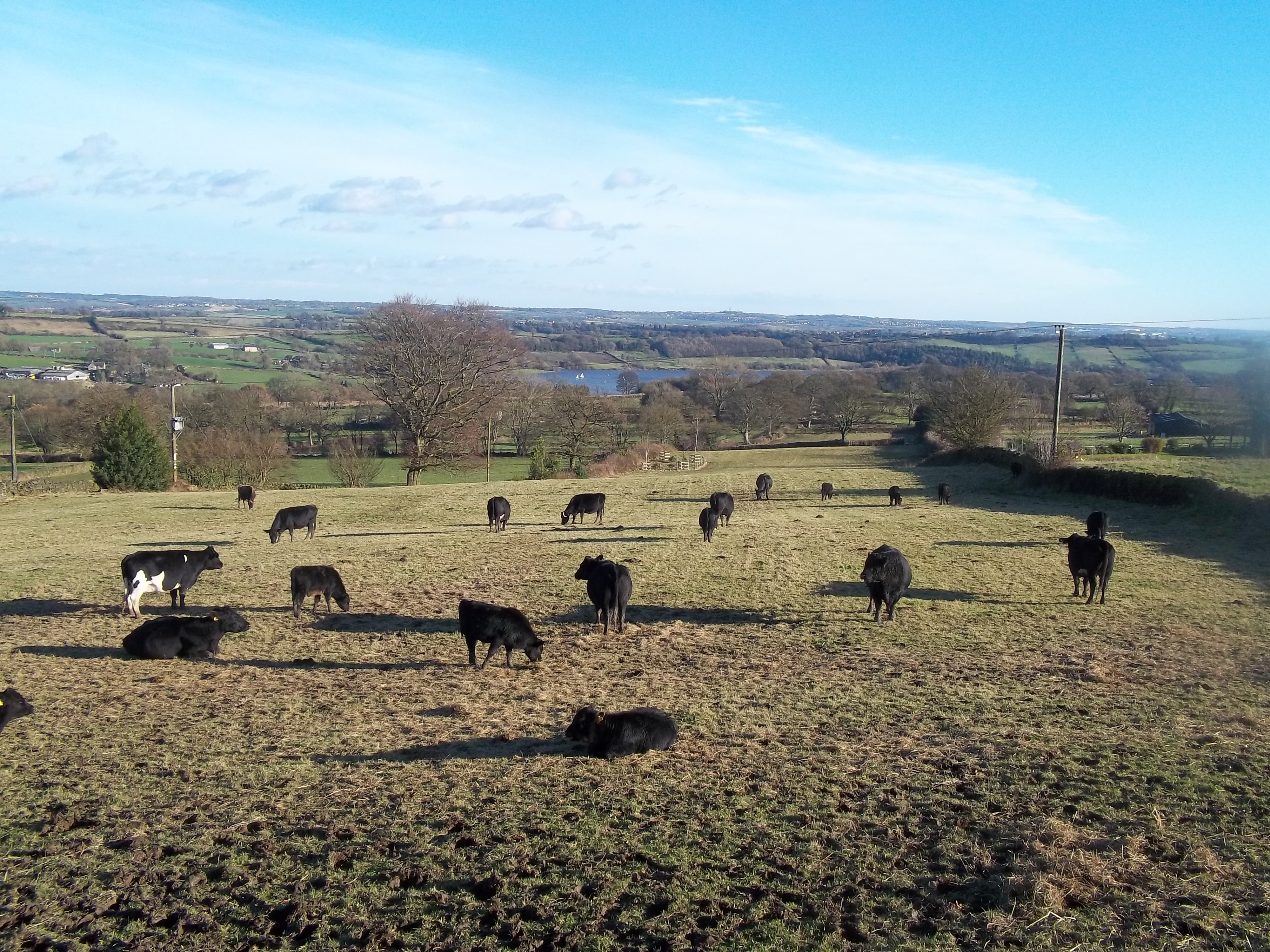
牛是反芻動物，會排放甲烷（攝於英國Walnut Farm）。

畜牧業和畜牧的相關活動（例如砍伐森林和日益密集使用化石燃料的耕作方式）導致佔比超過18%的人為溫室氣體排放，包括：
- 佔全球二氧化碳排放量的9%
- 佔全球甲烷排放量的35-40%（主要來自牲畜腸道發酵與其糞便）
- 佔全球一氧化二氮排放量的64%（主要是由於使用化學肥料的結果。[33]）

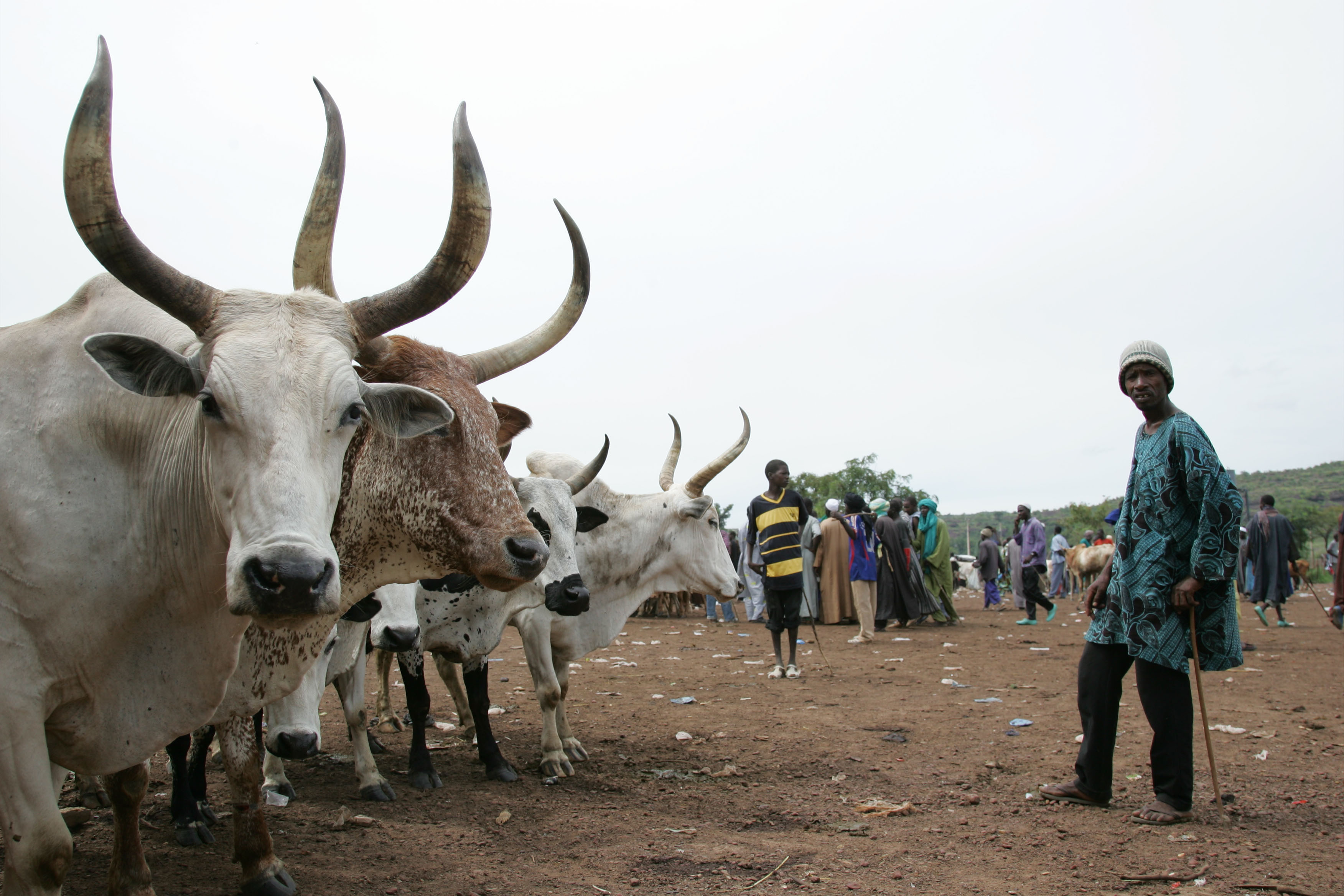
位於馬利尼亞馬納的牲畜市場，販售中的牛隻。

因為種植玉米和苜蓿等農作物是為餵養動物，導致畜牧業活動對土地利用的影響也特別巨大。
於2010年，來自牲畜腸道發酵所產生溫室氣體排放佔全球所有農業活動總量的43%。針對生命週期評估研究所做的統合分析，發現來自反芻動物的肉類比其他肉類或素食蛋白質來源具有更高的碳當量足跡。每年全球綿羊和山羊等小型反芻動物排放的溫室氣體約為4.75億噸（二氧化碳當量），約佔世界農業部門排放量的6.5%。動物（主要是反芻動物）產生的甲烷估計佔全球甲烷產量的15-20%。關於使用各種海藻物種（特別是Asparegpsis armata）作為助於減少反芻動物產生甲烷的飼料添加劑，研究工作仍在進行中。
全球的畜牧業用地佔所有農業用地的70%，即地球陸地表面的30%。其中的放牧方式也會影響未來土地的肥力。不採循環放牧會造成土壤板結的後果。牧地的擴張會影響當地野生動物的棲息地，導致其數量變少。減少人類在肉類和乳製品的攝取是減少溫室氣體排放的另一有效方法。於2022年接受調查的歐洲人，其中略多於一半(51%) 支持人們為應對氣候變化而減少購買的肉類和乳製品的數量，40%的美國人和73%的中國受訪者也表達相同的看法。
非營利研究與政策組織斯德哥爾摩環境研究所建議在公正轉型過程中逐步取消對牲畜業的補貼。

### 化學肥料生產
氮肥製造和施用過程中，所產生的溫室氣體——二氧化碳、甲烷和一氧化二氮的數量估計約佔人為溫室氣體排放量的5%。其中有三分之一是在生產過程中產生，三分之二是施肥過程中產生。最重要的減少排放方法是減少化學肥料的使用。於英國牛津大學任教的安德烈·卡布雷拉·塞倫霍（André Cabrera Serrenho）博士表示："我們使用肥料的效率極其低下"，"我們施用的肥料遠超出實際的需要"。氮肥可被土壤中細菌轉化為一氧化二氮（一種溫室氣體）人類於2007年至2016年期間所排放的一氧化二氮（其中大部分來自化肥）估計為每年700萬噸，這排放量與把全球變暖限制在2°C以內的目標無法匹配。

### 稻米生產

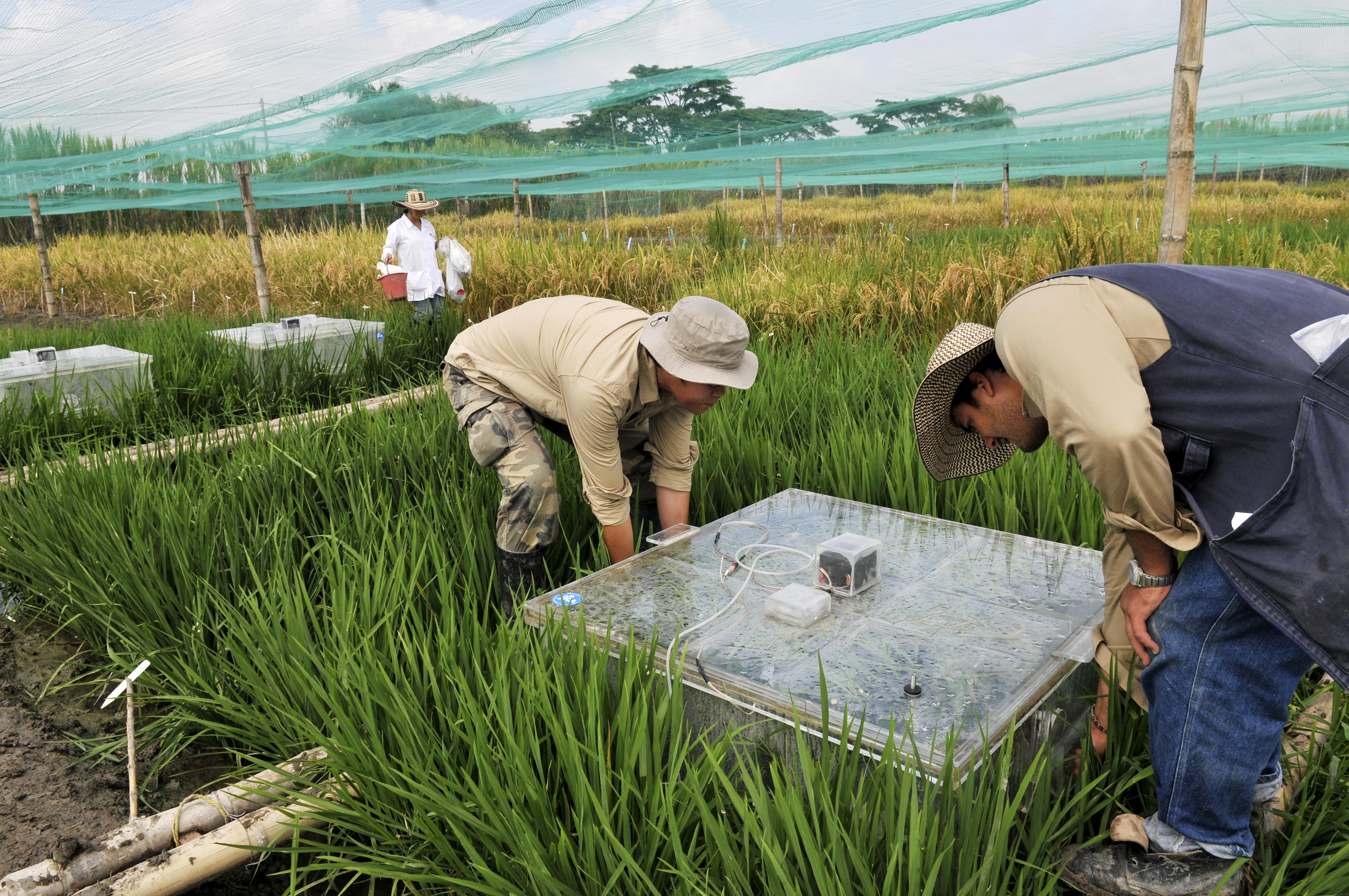
由國際熱帶農業中心於哥倫比亞從事有關水稻種植產生溫室氣體的研究工作（由日本國際協力機構贊助）。

全球種植稻米所排放的溫室氣體總量比任何其他植物糧食都要多。估計到2021年，其將佔農業甲烷排放量的30%和農業一氧化二氮排放量的11%。排放甲烷的原因是由於稻田長期被水覆蓋，土壤無法吸收大氣中的氧氣，導致土壤中的有機物發生厭氧發酵過程的後果。於2021年所做的一項研究估計稻米種植於2010年全球人為溫室氣體排放的470億噸中佔有20億噸。這項研究將整個稻米種植的生命週期（包括生產、運輸和消費）的溫室氣體排放量加總，並與全球不同食物總量比較。稻米種植的總排放量是生產牛肉總排放量的一半。

## 全球估計

全球於2019年由不同經濟部門所產生的溫室氣體，（橘色部分為該經濟部門中因發電/供熱活動所產生者，此類加總後佔全部排放的近4分之1）。

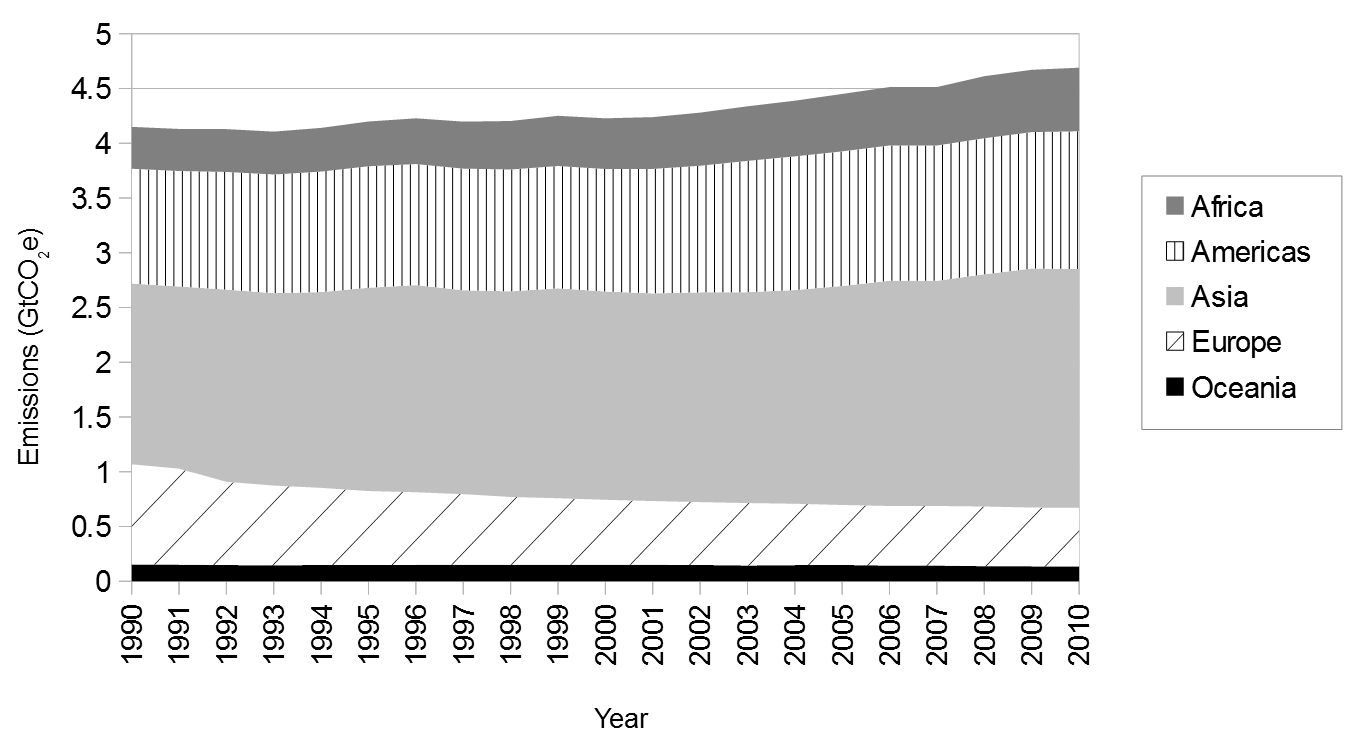
全球於1990年-2010年期間各大洲所排放的溫室氣體，單位為二氧化碳當量吉噸（Gt,10億噸）。

估計於2010年至2019年期間，全球農業、林業和土地利用所排放的溫室氣體佔全球排放總量的13%至21%。一氧化二氮和甲烷佔農業溫室氣體排放總量的一半以上。
估計到2020年，整個糧食系統會佔全球溫室氣體排放總量的37%，由於人口增長和飲食習慣變化，這一佔比到2050年將再增加30-40%。

### 較早的估計
估計農業、林業和土地利用變化於2010年佔全球年排放量的20-25%。:383

## 緩解
| Food Types         | 溫室氣體排放量 (每生產一克蛋白質所排放的二氧化碳當量（克） |
| ------------------ | ---------------------------------------------------------- |
| 反芻動物肉類       | 62                                                         |
| 循環水養殖系統產品 | 30                                                         |
| 拖網捕撈魚類       | 26                                                         |
| 水產養殖類         | 12                                                         |
| 豬肉               | 10                                                         |
| 家禽               | 10                                                         |
| 乳製品             | 9.1                                                        |
| 魚類               | 8.6                                                        |
| 蛋類               | 6.8                                                        |
| 根類蔬菜           | 1.7                                                        |
| 小麥               | 1.2                                                        |
| 玉米               | 1.2                                                        |
| 豆類               | 0.25                                                       |

### 於已開發國家
通常政府的減排計畫中並未包括農業的排放。例如歐盟排放交易體系涵蓋歐盟約40%的溫室氣體排放量，而給予農業部門排放控制的豁免。
目前已有幾種適用於已開發國家的緩解措施被提出：
- 培育更具氣候韌性的作物品種，並實現作物品種多樣化
- 採用改良的混農林業品種
- 捕集和保留降雨，以及使用改進的灌溉技術
- 增加森林覆蓋率和混農林業
- 使用新興的集水技術（例如依地形掘溝蓄水（英语：Contour trenching））

### 於開發中國家
農業溫室氣體排放量佔全球排放總量的四分之一以上。由於農業產值僅佔全球國內生產毛額 (GDP) 的比重約4%，這些數字顯示農業活動產生過高比率的溫室氣體。創新的農業做法和技術可在氣候變化緩解和調適方面發揮功效。這種調適和緩解潛能在農業生產力仍然較低的開發中國家最為明顯，當地的貧窮、氣候變化脆弱性和糧食不安全依然嚴重，氣候變化的直接影響會特別嚴重。在此背景下，建立機構及制定政策，開發必要的農業技術，並利用這些技術促使這些國家能夠調整其農業系統以適應氣候變化，而在多個層面發揮重要作用。
由國家或非政府組織資助的計畫可幫助農民更具氣候韌性，例如在降雨變得更加不穩定時可提供可靠水源的灌溉基礎設施。在雨季收集水以供乾旱期間使用的集水系統也可減輕氣候變化的影響。一些項目，例如一項於瓜地馬拉舉辦名為西方農村合作發展協會（Asociación de Cooperación para el Desarrollo Rural de Occidente (C.D.R.O.)）的項目（由美國政府資助直至2017年），重點在關注混農林業和天氣監測系統，以協助農民從事調適措施。此項目為居民提供資源，讓他們在種植傳統玉米的同時也種植新的、適應性更強的作物，以保護玉米生產免受溫度變化、霜凍等影響。也建立天氣監測系統來幫助預測極端天氣事件，在發生之前向居民發送簡訊以作因應。
農業模型比對和改進計畫 (Agricultural Model Intercomparison and Improvement Project ，簡稱AgMIP)於2010年制定，目的為評估農業電腦模型並比較其預測氣候影響的能力。AgMIP區域研究小組 (regional research teams，簡稱RRT) 正在撒哈拉以南非洲和南亞、南美洲和東亞進行全面評估，以提高對國家和區域內氣候變化對農業影響（包括生物物理和經濟影響（參見氣候變化經濟分析））的了解。其他AgMIP的倡議包括全球網格建模、數據和資訊技術 (IT) 工具開發、作物病蟲害模擬、於特定場地測試的作物氣候敏感性研究以及前述資訊的整合與擴展。
非政府組織全球常綠聯盟（Global EverGreening Alliance ）在2019年聯合國氣候行動峰會上宣布一項促進混農林業和保護性農業倡議。其目標之一是從大氣中封存碳。聯盟的目標是在575萬平方公裡的土地上為樹木作復育工作，在650萬平方公里的土地上實現健康的樹草平衡，並在500萬平方公里的土地上增加碳截存作用。預計這些復育的土地到2050年，每年可截存200億噸的碳。倡議的第一階段是"非洲大疏林草原綠化（Grand African Savannah Green Up）"計畫。 迄2019年，已有數百萬家庭採取這類做法，位於撒赫爾農場的平均樹木覆蓋面積已達到16%。

### 氣候智慧型農業
所謂氣候智能型農業 (CSA)（或稱具有氣候韌性農業（climate resilient agriculture））是種管理景觀的綜合方法，以協助施作方式、牲畜和農作物去適應氣候變化的影響，並在可能的情況下通過減少農業溫室氣體排放來抵消氣候變化的負面影響，同時針對不斷增長的人口以確保糧食安全。因此重點不僅在於碳耕作或可持續農業，還在於提高農業生產力。
CSA具有三大支柱：提高農業生產力和收入、調適和增強對氣候變化的[[氣候變化韌性|韌性}}以及減少或消除農業的溫室氣體排放。CSA列出各種作物和植物應對未來挑戰的行動。例如建議針對溫度升高和熱壓力，栽種耐熱作物、採用土壤覆蓋、水資源管理、建造遮蔭房、種植行間遮蔭樹、進行碳截存，以及為牛隻提供適當的牛舍與空間。CSA致力於穩定作物生產，同時減輕氣候變化的不利影響，並在最大限度內提高糧食安全。

## 外部連結
- Climate change （页面存档备份，存于） on the Food and Agriculture Organization of the United Nations website.
- Report on the relationship between climate change, agriculture and food security （页面存档备份，存于） by the International Food Policy Research Institute
- Climate Change, Rice and Asian Agriculture: 12 Things to Know （页面存档备份，存于） Asian Development Bank